# Goniana
Goniana (o Goniana Mandi) è una città dell'India di 12.812 abitanti, situata nel distretto di Bathinda, nello stato federato del Punjab. In base al numero di abitanti la città rientra nella classe IV (da 10.000 a 19.999 persone)

## Geografia fisica
La città è situata a 30° 19' 23 N e 74° 55' 24 E.

## Società

### Evoluzione demografica
Al censimento del 2001 la popolazione di Goniana assommava a 12.812 persone, delle quali 6.869 maschi e 5.943 femmine. I bambini di età inferiore o uguale ai sei anni assommavano a 1.478, dei quali 878 maschi e 600 femmine. Infine, coloro che erano in grado di saper almeno leggere e scrivere erano 9.109, dei quali 5.182 maschi e 3.927 femmine.